# Sint-Jozef Werkmankerk (Zwevegem)

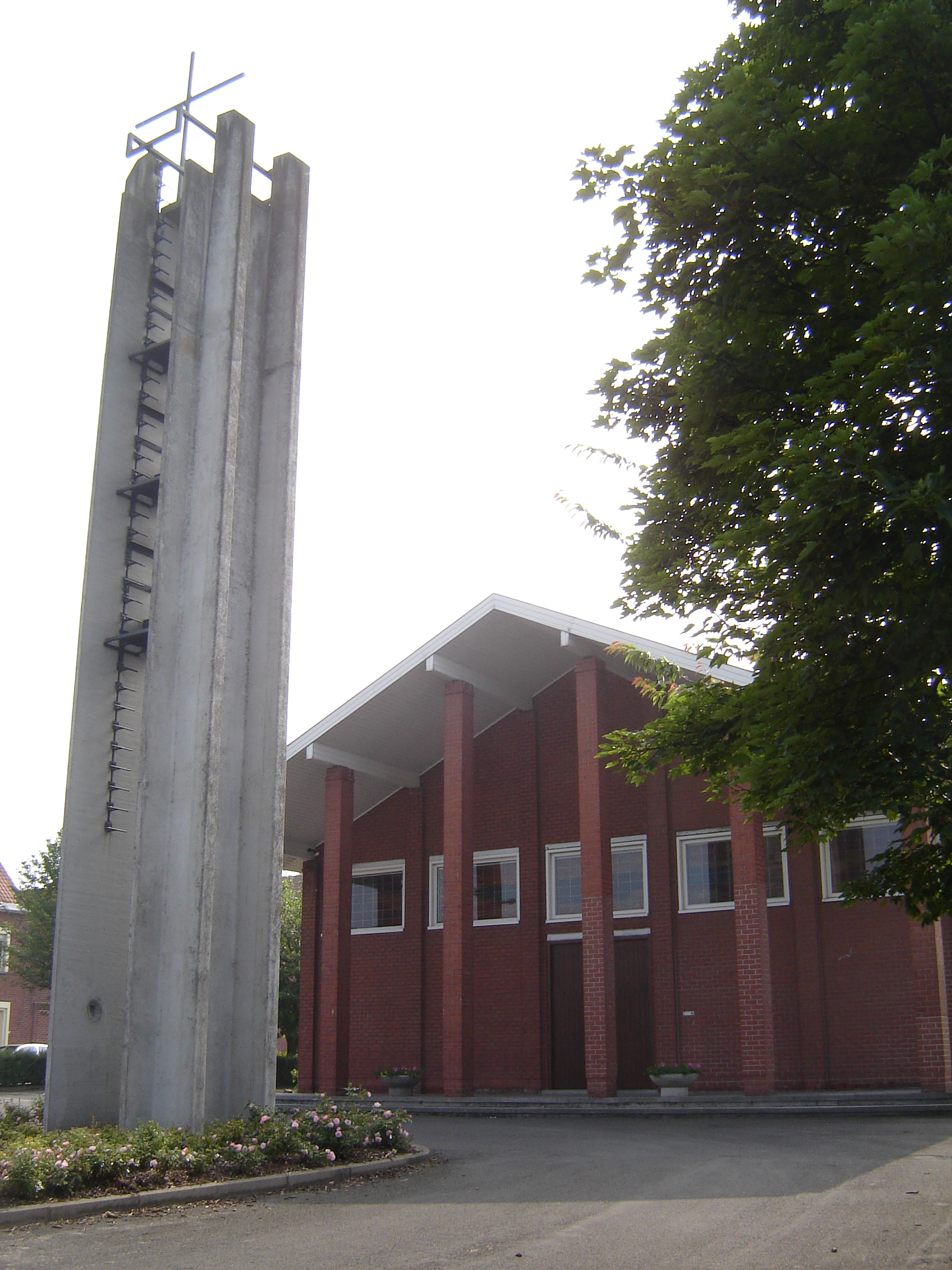
Sint-Jozef Werkmankerk

De Sint-Jozef Werkmankerk (ook: Sint-Jozef Arbeiderkerk) is de parochiekerk van het tot de West-Vlaamse plaats Zwevegem behorende gehucht Kappaert, gelegen aan de Stedestraat.

## Geschiedenis
De kerk werd in 1965 opgetrokken ter vervanging van een noodkerk. De kerk werd ontworpen door Frits Matton.

## Gebouw
De zaalkerk, in de stijl van het naoorlogs modernisme, heeft een rechthoekige plattegrond en wordt gedekt door een zadeldak. De losstaande open klokkentoren werd gebouwd in 1966 en is van beton. Hij staat voor het kerkgebouw.